# Rieslaner
Le  rieslaner est un cépage de cuve allemand de raisins blancs.

## Origine et répartition géographique
Le cépage est une obtention de August Ziegler dans l'institut Bayerische Landesanstalt für Weinbau und Gartenbau à Veitshöchheim près de Würzburg. L'origine génétique est vérifiée : c'est un croisement des cépages sylvaner x riesling réalisé en 1921. Le cépage est autorisé dans de nombreux Länder en Allemagne où il couvre 70 hectares.
Le nom initial du cépage était Mainriesling. Le nom a été rejeté le 5 juillet 1963 en raison du risque de confusion avec le riesling.

## Caractères ampélographiques
- Extrémité du jeune rameau aranéeux.
- Jeunes feuilles glabre, bronzées.
- Feuilles adultes, 3 à 5 lobes avec des sinus en U ouvert, un sinus pétiolaire en V fermé, des dents ogivales, moyennes, un limbe glabre.

## Aptitudes culturales
La maturité est de deuxième époque hâtive : 10 jours après le chasselas.

## Potentiel technologique
Les grappes sont moyennes et les baies sont de taille petite à moyenne. La grappe est conique, ailée et compacte. Le cépage est de bonne vigueur et fertile. Il est assez résistant à l’oïdium et au mildiou mais assez sensible à la pourriture grise et au dessèchement de la rafle. Le cépage donne des vins blancs secs et fruités similaires aux vins de Riesling. Les vins sont très acides si la maturité n'est pas complète.

## Synonymes
Le  rieslaner est connu sous le nom de Mainriesling et le sigle Wü NI-11.17.